# 개리 레드야드
개리 키스 레드야드(Gari Keith Ledyard, 1932년 ~ 2021년 10월 29일)는 미국의 학자로, 컬럼비아 대학교 세종 한국사 명예 교수이다. 그는 한글 알파벳 역사 연구로 가장 잘 알려져 있다.

## 생애
개리 키스 레디어드는 1932년 시러큐스 (뉴욕주)에서 태어났는데, 가족이 대공황 기간 동안 일 때문에 시러큐스에 머무는 동안이었다. 그는 디트로이트와 앤아버에서 자랐고, 1948년에 가족과 함께 샌러펠로 이주했다. 고등학교 졸업 후, 그는 미시간 대학교와 샌프란시스코 주립 대학에 다녔지만 성적이 좋지 않아 1953년에 징집을 피하기 위해 육군에 입대했다. 다행히도, 그는 질병으로 인해 너무 많은 기초 훈련을 놓쳐 반복해야 했고, 그 기간 동안 그의 관심사 중 하나인 언어 훈련의 기회가 열렸다.
레디어드는 몬터레이에 있는 육군 어학원에서 1년간 러시아어 집중 훈련을 받을 예정이었으나, 곧 한국어로 재배정되었다. 그는 상위권 성적으로 졸업하여 한국으로 파견되지 않았지만, 몇 달 후 1955년 7월 도쿄로 발령받았고, 이어서 11월에 서울로 전출되었다. 그곳에서 그는 한국인 교사들의 가족을 찾아보고, 시내에서 식사하며, 아메리칸 어학원에서 가르쳤다. 그의 상사들이 이를 알게 되자, 그는 프래터니제이션 혐의로 기소되어 한국에서 9개월 만에 도쿄로 재배정되었고, 12월에 미국으로 돌아왔다.
다음 해 봄, 그는 캘리포니아 대학교 버클리에 중국어 및 문학 전공으로 입학하여, 당시 미국에는 한국학 프로그램이 없었기 때문에 피터 알렉시스 부드베르그와 자오 위안런 등의 지도 아래 공부했다. 1958년 학사 학위 논문으로 그는 훈민정음 해례를 영어로 번역했고, 1963년 석사 학위 논문으로 초기 한국-몽골 외교 관계를 문서화했다. 서울에서 1년 동안 박사 학위 논문 연구를 한 후, 그는 1966년에 박사 학위를 취득하고 컬럼비아 대학교 한국학 연구소에서 윌리엄 스킬렌드의 후임으로 자리를 잡았다. 그는 1977년에 정교수가 되었고, 2001년에 은퇴했다.
레디어드의 박사 학위 논문은 1446년의 한국어 개혁에 관한 것으로, 세종대왕의 한글 창제 프로젝트에 관한 것이었지만, 한글의 창조만큼이나 한글의 정치적 함의와 논쟁에 관한 것이었다. 불행히도 그는 박사 학위 논문의 저작권을 등록하지 못했고, 마이크로필름과 복사본으로 배포되어 상당한 수정 없이는 저작권을 등록하고 출판할 수 없었다. 그는 마침내 초대 국립국어원 원장인 이기문의 설득으로 이를 실행했고, 1998년에 한국에서 책이 출판되었다.
레디어드는 또한 한국의 지도학에 대해, 1차 일본 침략 동안 한국과 중국 간의 동맹에 대해, 그리고 삼국 시대 전쟁과 한국에서 일본 국가의 건국 사이의 관계에 대해서도 출판했다. 그는 또한 17세기 네덜란드 탐험가 헨드릭 하멜이 한국에서 13년 동안 억류된 경험을 기록한 일지에 대한 책을 썼다. 이 책의 제목은 '네덜란드인이 한국에 오다(The Dutch come to Korea)'이며 1971년에 처음 출판되었다. 그는 1988년에 북한을 방문하도록 초청받았다.
레디어드는 2021년 10월 29일, 89세의 나이로 자택에서 알츠하이머병 합병증으로 사망했다.

## 한글 기원 연구
레디어드는 1820년 프랑스 동양학자 장피에르 아벨르뮈사를 따라 한글의 기본 자음이 원나라의 몽골어 파스파 문자에서 채택되었으며, 이는 蒙古篆字(몽골 전서)로 알려져 있다고 믿었다.
파스파 문자에서 채택된 문자는 단 다섯 글자에 불과하며, 나머지 대부분의 자음은 훈민정음 해례의 설명과 같이 이들로부터 변별적 파생을 통해 생성되었다. 그러나 어떤 글자가 기본 자음인지는 두 설명에서 다르다. 해례는 그래픽적으로 가장 간단한 글자인 ㄱㄴㅁㅅㅇ이 기본이며, 다른 글자들은 획의 추가를 통해 파생되었다고 암시하지만 (단, ㆁㄹㅿ은 별도로 분류), 레디어드는 중국 음성학에서 기본이었던 음성학적으로 가장 간단한 다섯 글자인 ㄱㄷㄹㅂㅈ 역시 한글의 기본이었으며, 다른 글자들은 획을 추가하거나 제거하여 파생되었다고 믿는다. 파스파 문자에서 가져온 이 다섯 개의 핵심 글자는 궁극적으로 티베트어 글자인 ག ད ལ བ ས에서 유래한다. 따라서 이들은 그리스어 Γ Δ Λ Β 및 라틴어 C/G D L B와 동족일 수 있다. (티베트어와 그리스어 사이의 S 소리 역사는 재구성하기 더 어렵다.) 여섯 번째 기본 글자인 ㅇ은 해례 설명과 같이 발명된 것이다.
모음 글자의 생성은 두 설명에서 본질적으로 동일하다.
개리 레디어드는 한글과 ʼ파스파 문자 사이의 연관성은 제한적이며, 후자에서 전자의 더 넓은 파생을 외삽하는 것은 그의 생각으로는 옳지 않다고 명확히 밝혔다.
어떤 독자라도 전체적인 그림에서 ʼ파스파 문자의 역할이 상당히 제한적이었음이 분명해야 한다... 이 연구가 출판된 후, 다음 문구와 같은 것을 글쓰기 역사에 관한 책에서 발견하는 것보다 나를 더 괴롭히는 것은 없을 것이다: "최근 조사에 따르면, 한국어 알파벳은 몽골의 파스파 문자에서 파생되었다."

### 자음의 설계

(위) 파스파 문자 /[k, t, p, s, l]/와 그에 상응하는 한글 파생 문자 /[k, t, p, ts, l]/. 파스파 /[t]/와 한글 ㄷ 모두에 꺾임이 있음에 주목.
(아래) 파스파 w, v, f가 글자 /[h]/ (왼쪽)의 변형에 아래첨자 [w]를 더하여 파생된 것과, 한글 w, v, f가 기본 글자 /[p]/의 변형에 원을 더하여 유사하게 구성된 것.

훈민정음은 "고전원(古篆字)"을 세종대왕 또는 그의 신하들이 한글을 창제하는 데 사용한 원천으로 언급한다. 이는 전통적으로 고대 전서체로 해석되어 왔으며, 한글이 중국 전서와 기능적 유사성이 없기 때문에 언어학자들을 혼란스럽게 했다. 그러나 古 gǔ는 한 가지 이상의 의미를 가졌다: '오래된'이라는 의미 외에도 몽골인(蒙古 Měng-gǔ)을 지칭하는 데 사용될 수 있었다. 세종 시대의 기록들은 이러한 모호성을 이용하여 "멩구(蒙古)보다 더 구(古)한 사람은 없다"고 농담을 하기도 했다. 즉, 고전원(古篆字)은 몽골 전서체, 즉 파스파 문자에 대한 은밀한 언급이었을 수 있다. (전서체는 이름 인장이나 공식 도장에 사용되는 서체이다. 파스파 문자는 당대 중국 전서체의 모습을 본떠 만든 전서체 변형을 가지고 있었다. 이러한 형태로 蒙古篆字(몽골 전서)라고 불렸으며, 훈민정음이 한글의 원천으로 언급한 古篆字와는 첫 글자만 달랐다.) 조선 궁궐 도서관에는 파스파 문자 필사본이 많이 있었고, 세종의 여러 신하들도 그 문자를 잘 알고 있었다.
만약 그렇다면, 원나라 멸망 후 한국과 중국의 관계, 그리고 몽골인을 "야만인"으로 경멸했던 한국 문인들의 태도를 고려할 때, 몽골과의 연관성에 대한 세종의 회피는 이해될 수 있다. 실제로, 이러한 중국 중심적인 저항은 20세기 초까지 한글이 일상적으로 사용되는 것을 막았다.
한글의 여러 기본 개념들이 파스파 문자를 통해 인도의 음성학에서 왔지만, 예를 들어 동일 조음 위치 자음들 간의 관계나 음소 문자 원리 자체와 같은 것들은 중국 음성학 또한 중요한 역할을 했다. 한자처럼 글자를 음절로 묶는 것 외에도, 인도가 아닌 중국 음성학이 다섯 개의 자음을 기본으로 결정했으며, 따라서 파스파 문자에서 유지되었다. 이들은 무기음 (무성, 무기) 파열음으로, 중국 이론에서 기본이었던 ㄱ의 g (IPA[k]), ㄷ의 d (IPA:[t]), ㅂ의 b (IPA:[p])였으며, 인도어에서는 유성음이었고 기본으로 간주되지 않았다. 또한 ㅈ의 마찰음 s (IPA:[ts])와 ㄹ의 유음 l (IPA:[l])도 기본이었다. (15세기에는 한국어 ㅈ이 IPA:[ts]로 발음되었다.)
(한글 ㅈ [ts]가 파스파 dz [ts]가 아닌 파스파 s [s]에서 파생되었다는 점은 다소 문제가 있다. 그러나 파스파 s의 형태가 파스파 dz보다 더 많은 한글 글자를 파생시키는 데 더 유리했을 수 있다. 이러한 변화는 전체 파스파 문자가 먼저 새 문자 체계의 틀로 사용된 다음, 변별적 파생을 통해 최소한의 기본 글자 집합으로 축소되었을 때 쉽게 일어날 수 있었으므로, 파스파 문자 IPA:[s, ts, tsʰ, z, dz] 중에서 더 편리한 형태가 마찰음 IPA:[s, ts, tsʰ]의 한글 글자들의 기초로 사용될 수 있었다.)
기본 한글 글자는 파스파 문자의 본질적인 형태를 유지하면서 획수를 줄여 그래픽적으로 간략화되었다. 예를 들어, 파스파 g 안의 상자는 한글 ㄱ [k]에서는 발견되지 않는다. 이러한 간략화는 복잡한 자음군을 허용했지만, 동시에 기식 파열음인 ㅋㅌㅍㅊ를 파생하기 위한 추가 획의 여지를 남겼다. 반면에, 파열음이 아닌 비음 ㅇ (아래 참조) ㄴㅁ과 마찰음 ㅅ은 무기음 글자의 윗부분을 제거하여 파생되었다. (ㄹ에서는 파생된 글자가 없다.) 이는 몇 가지 점을 명확히 한다. 예를 들어, ㅂ의 윗부분을 제거하여 ㅁ을 파생하는 것은 쉽지만, ㅁ에 무언가를 추가하여 ㅂ을 얻는 방법은 명확하지 않다. 왜냐하면 ㅂ은 다른 파열음과 유비적이지 않기 때문이다. 만약 전통적인 설명처럼 파생되었다면, 우리는 그들이 모두 유사한 수직 상단 획을 가질 것으로 기대할 것이다.
세종대왕은 또한 자음의 부재를 나타내는 빈 기호가 필요했고, 그는 원형인 ㅇ을 선택했다. 이어서 다른 파열음과 유비적으로 수직 상단 획을 추가하여 성문 파열음 ㆆ을 파생하고, 기식음 ㅎ을 파생한 것은 훈민정음의 설명과 일치한다. 이 파생에 내재된 음성 이론은 현대 IPA 사용보다 더 정확하다. IPA에서는 성문 자음이 특정한 "성문" 조음 위치를 가진 것으로 가정한다. 그러나 최근의 음성 이론은 성문 파열음과 [h]를 진정한 조음 위치 없이 '파열'과 '기식'의 고립된 특징으로 보는 경향이 있는데, 이는 빈 기호를 기반으로 한 한글 표현이 가정하는 것과 같다.
ㅇ은 훈민정음에서처럼 여기서도 특이한 글자이다. 이는 그 변동적인 행동을 반영할 수 있다. 한글은 한국어를 쓰는 것뿐만 아니라 중국어를 정확하게 표현하기 위해 설계되었다. 여기에서 다룬 글자 외에도 중국어 어원을 나타내는 데 사용된 글자가 꽤 많았다. 이제 많은 중국어 단어는 적어도 역사적으로 ㅇ으로 시작했지만, 이는 세종 시대에는 중국의 여러 지역에서 소실되고 있었다. 즉, 어원적 ㅇ은 중국에서 묵음이거나 IPA:[ŋ]으로 발음되었고, 한국어로 차용될 때는 묵음이었다. ㅇ의 예상 형태는 ㄱ의 위 획을 제거하고 남은 수직선이 단지 모음 ㅣ IPA:[i]와 쉽게 혼동될 수 있다는 추가적인 문제를 가지고 있었다. 세종의 해결책은 이 두 가지 문제를 모두 해결했다. ㄱ의 수직선이 빈 기호 ㅇ에 추가되어 ᇰ을 만들었는데, 이는 지역 발음을 그래픽적으로 나타낼 뿐만 아니라 쉽게 읽을 수 있었다. (브라우저에서 표시되지 않으면, 위쪽에 수직선이 있는 원으로, 거꾸로 된 열쇠 구멍이나 막대 사탕처럼 생겼다.) 따라서 ᇰ은 단어 중간이나 끝에서는 ng로 발음되었지만, 시작에서는 묵음이었다. 결국 두 묵음 초성 ㅇ과 ᇰ 사이의 그래픽적 구별은 사라졌다.
두 가지 추가적인 세부 사항은 레디어드의 가설에 신뢰성을 더한다. 첫째, 지금은 쓰이지 않는 ᇢᇦᇴ w, v, f(중국어 초성 微非敷에 해당)의 구성이 기본 글자 ㅂ b [p]의 그래픽 파생물들(즉, ㅁㅂㅍ m, b, p)에 작은 원을 아래에 추가하여 만들어졌다는 점은 파스파 문자에서 h 글자의 세 가지 그래픽 변형에 작은 고리를 아래에 추가하여 유사하게 파생된 것과 평행을 이룬다. 이 작은 고리는 파스파 문자에서 모음 뒤에 올 때 w를 나타내기도 했다. 중국어 초성 微는 다양한 방언에서 m 또는 w를 나타냈으며, 이는 한글 ᇢ의 요소로 ㅁ [m]에 ㅇ(파스파 [w]에서 유래)을 선택한 것에 반영되었을 수 있다. ᇢᇦᇴ의 계열이 파스파 문자와 유사할 뿐만 아니라, 여기서는 두 가지 지역 발음인 m과 w를 나타내기 위해 두 요소로 구성된 글자의 두 번째 사례를 볼 수 있는데, 이는 ᇰ이 ng와 묵음을 나타냈던 것과 같다.
둘째, 대부분의 기본 한글 글자는 원래 단순한 기하학적 형태였다. 예를 들어, ㄱ은 사각형의 모서리, ㅁ은 완전한 사각형, ㅅ은 곡선 없는 Λ 모양, ㅇ은 원이었다. 훈민정음에서는 한글에 대한 중국 서예의 영향이 있기 전에는 순수한 기하학적 형태였다. 그러나 ㄷ은 달랐다. 세종이 단순히 아무것도 없는 상태에서 만들었다면 예상할 수 있는 단순한 반쪽 사각형이 아니었다. 오히려 훈민정음에서조차 왼쪽 위 모서리에 작은 돌출부가 있었다. 이 돌출부는 파스파 d [t]의 모양을 복제하며, 티베트어 글자 d, ད로 거슬러 올라갈 수 있다.

### 모음 설계
일곱 개의 기본 모음 글자는 파스파 문자에서 가져온 것이 아니라, 세종이나 그의 신하들이 한국어의 음운론적 원리를 나타내기 위해 발명한 것으로 보인다. 이 모음들을 조직하고 분류하는 데는 모음 조화와 이중 모음화의 두 가지 방법이 사용되었다.
일곱 모음 중 네 개는 y-소리("이중 모음화")가 선행될 수 있었다. 이 네 개는 선 옆에 점을 찍어 표기했다: ㅓㅏㅜㅗ. (중국 서예의 영향으로 점은 곧 선과 연결되어 여기에 보이는 것처럼 되었다.) 이중 모음화는 이 점을 두 배로 늘려서 표시했다: ㅕㅑㅠㅛ. 이중 모음화될 수 없었던 세 모음은 단일 획으로 표기했다: ㅡㆍㅣ.
이 시기의 한국어는 오늘날보다 모음 조화가 더 광범위했다. 모음은 환경에 따라 교체되었고, "조화" 그룹에 속했다. 이는 언어의 형태론에 영향을 미쳤으며, 한국어 음운론은 이를 음양의 관점에서 설명했다. 양(‘밝은’) 모음을 가진 단어는 대부분의 접미사도 양 모음을 가져야 했고, 반대로 어근이 음(‘어두운’) 모음을 가지면 접미사도 음 모음이어야 했다. 음양 모음과 함께 존재할 수 있는 "매개"('중립'이라고도 함)라는 세 번째 그룹이 있었다.
한국어의 중립 모음은 ㅣ i였다. 음 모음은 ㅡㅜㅓ eu, u, eo였는데, 점들은 '아래'와 '왼쪽'이라는 음의 방향에 있었다. 양 모음은 ㆍㅗㅏ, ə, o, a였는데, 점들은 '위'와 '오른쪽'이라는 양의 방향에 있었다. 훈민정음은 점이 없는 글자 ㅡㆍㅣ의 모양도 음(평평한 땅), 양(하늘의 태양), 그리고 매개(똑바로 선 사람)의 개념을 나타내기 위해 선택되었다고 명시한다. (글자 ㆍ ə는 현재는 사용되지 않는다.)
모음 글자를 설계하는 데 세 번째 매개변수가 있었는데, 그것은 ㅡ를 ㅜ와 ㅗ의 그래픽 기반으로, 그리고 ㅣ를 ㅓ와 ㅏ의 기반으로 선택하는 것이었다. 이러한 수평 및 수직 그룹이 공통적으로 가지고 있던 것을 완전히 이해하려면 15세기에 이 모음들이 가졌던 정확한 음가를 알아야 할 것이다. 우리의 불확실성은 주로 글자 ㆍㅓㅏ에 있다. 일부 언어학자들은 이들을 각각 IPA|*a, *ɤ, *e로 재구성하고, 다른 이들은 IPA|*ə, *e, *a로 재구성한다. 그러나 수평 글자 ㅡㅜㅗ는 모두 중간에서 높은 후설 모음인 IPA|[*ɯ, *u, *o]를 나타낸 것으로 보인다.

## 참고 문헌
- Ledyard, Gari K. The Korean Language Reform of 1446. Seoul: Shingu munhwasa, 1998.
- Ledyard, Gari. "The International Linguistic Background of the Correct Sounds for the Instruction of the People." In Young-Key Kim-Renaud, ed. The Korean Alphabet: Its History and Structure. Honolulu: University of Hawai'i Press, 1997.
- 앤드루 웨스트. The Mĕnggŭ Zìyùn 蒙古字韻 "Mongolian Letters arranged by Rhyme"